# Stazione di Val-d'Europe
La stazione di Val d'Europe (in francese Gare de Val d'Europe) è una stazione ferroviaria situata nel comune di Serris, Francia, nella regione Île-de-France.
La stazione è a servizio della RER A di Parigi.
Questa stazione si trova vicino a una zona commerciale con negozi, ristoranti e cinema.
È una stazione della Régie autonome des transports parisiens.